# Теудебалд (алемани)
Теудебалд (на немски: Theudebald, Theutbald, † 746?) е алемански херцог от 709 до 744 г.

## Биография
Той е син на Готфрид и брат на Лантфрид.
След смъртта на баща му през 709 г. Теудебалд и брат му Лантфрид поемат службата алемански херцог. Вероятно Теудебалд управлява на юг, a Лантфрид на север. Двамата братя са в неприятелски отношения с франските майордоми и защитават независимостта на херцогството от меровингите и каролингите.
През 722/723 г. Карл Мартел води поход преди всичко против Теудебалд, който е изгонен за известно време от територията му. През 724 г. манастирският епископ Пирмин, под закрилата на Карл Мартел, основава манастир Райхенау в алеманското херцогство, което предизвиква отново Теудебалд и Лантфрид. През 727 г. Теудебалд изгонва абат Пирмин, ob odium Karoli (от омраза към Карл Мартел) от манастир Райхенау и през 732 г. последникът му абат Хедо.
През 730 г. Карл Мартел води поход против херцозите Теудебалд и Лантфрид. Лантфрид умира същата година и Теудебалд поема сам службата херцог.
През 742 г. Теудебалд въстава заедно с васконите, баварите и саксите в Елзас против майордомите Карлман и Пипин III. През 743 г. Теудебалд и баварският херцог Одило претърпяват загуба на река Лех против двамата майордоми. След новото въстание против Пипин през 744 г. херцог Теудебалд е победен от Пипин и изгонен от службата.